# Jothochilus carinicollis
Jothochilus carinicollis är en skalbaggsart som beskrevs av Moser 1918. Jothochilus carinicollis ingår i släktet Jothochilus och familjen Cetoniidae. Inga underarter finns listade i Catalogue of Life.